# 吉利博瑞
吉利博越是一款大型家庭轿车，首次亮相于2015年4月，由浙江吉利有限公司生产。

## 历史
在2011年上海车展，沃尔沃公布了“Universe”概念车。沃尔沃设计师彼得霍布里（ Peter Horbury ）在离开沃尔沃后加入了吉利，这一计划便流产。 彼得把波纹栅格和快背式设计从universe概念车引用。博瑞在2013年上海车展正式发布。在2018年北京车展，改款吉利博瑞与运动版本吉利博瑞GE一同发布。

### 整容
博瑞完成修葺模型外观上并没有改变太多。唯一改变了外在的进气格栅。完成修葺的博瑞cariies吉利G-Power 1.8涡轮增压发动机(汽油),增加了力量。最大输出功率达到135千瓦,最大扭矩达到300 n / m。吉利官员表示,0 - 100 km / h加速新博瑞只需要9.5秒。此外,完成修葺吉利提高能量输出,redced燃料消耗量的4.8%的断裂系统也将缩短距离打破。官方100 - 0 - km / h打破距离减少37.14米。
| 2016吉利博瑞   | 2018吉利博瑞          |                      |
| -------------- | --------------------- | -------------------- |
| 最大输出功率   | 120                   | 135                  |
| 峰扭矩         | 250                   | 300                  |
| 引擎           | 1.8T/2.4L163/162hp L4 | 1.8/2.4L184/162hp L4 |
| 平均燃料消耗量 | 7.8L/100公里          | 8.2L/100公里         |

## 技术
在中2014年，KC概念被确认为产生作为GC9的。 该模型是后来改名为博瑞的。 内饰是大多是镀铬。 橙色的装饰LED灯条和ACC(自治巡航控制系统)。
该博瑞是个快背这是一个罕见的设计在中国的汽车市场。 博瑞的第一辆汽车模型显示了什么 Peter Horbury，副主席设计的吉利的想法"未来吉利"。 不常见的波纹摄入格栅、体育和复古。 彼得认为一辆车应该看起来活跃的，因为它不想看起来像一件家具。

### 引擎
2015年：
1.8T 163马力
2.4L 162马力
3.5L 245马力 V6
2016年：
1.8T 163马力
2.4L 162马力
2017年:
1.8T 184马力  
2.4L 162马力
2018年:
1.8T 184马力 

### 变种
吉利博瑞GE是吉利的旗舰杂的大家庭的汽车基于吉利CMA平台，并作出其第一次出现在三月2018年和开始销售，在可能2018年。 它带有一个1.5T180L3汽油发动机和一个7速 DCT 变速箱为温和的混合动力和插在混合版本。  (主要件品: 吉利博瑞GE)

## 发展
这车是从一个新的平台共同开发与沃尔沃。 这是配备了双臂悬挂调的汽车技术公司prodrive公司。 该博瑞动机的选择包括1.8T GDI引擎和3.5升的V6铝动机，以及六速 直接的变速箱 提供的澳大利亚传输生产者DSI，这是获得通过吉利在2009年。 的博瑞收到5星在C-NCAP碰撞测试。

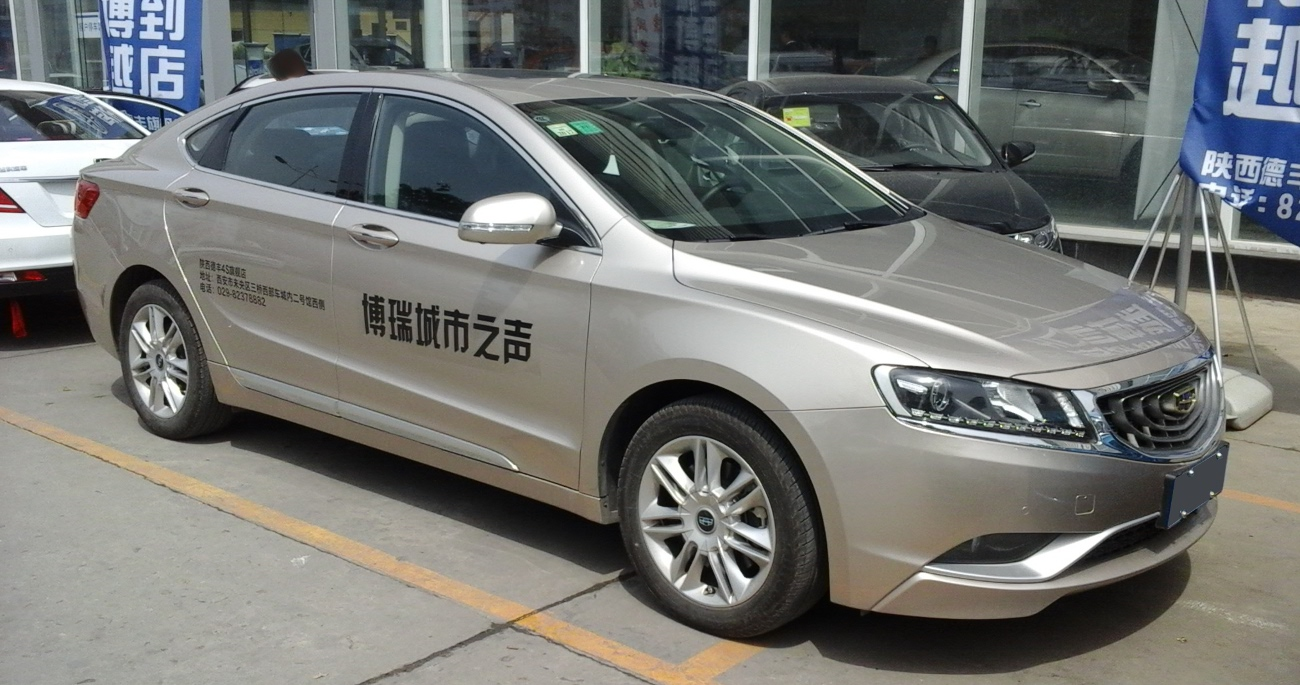
吉利博瑞的前面。
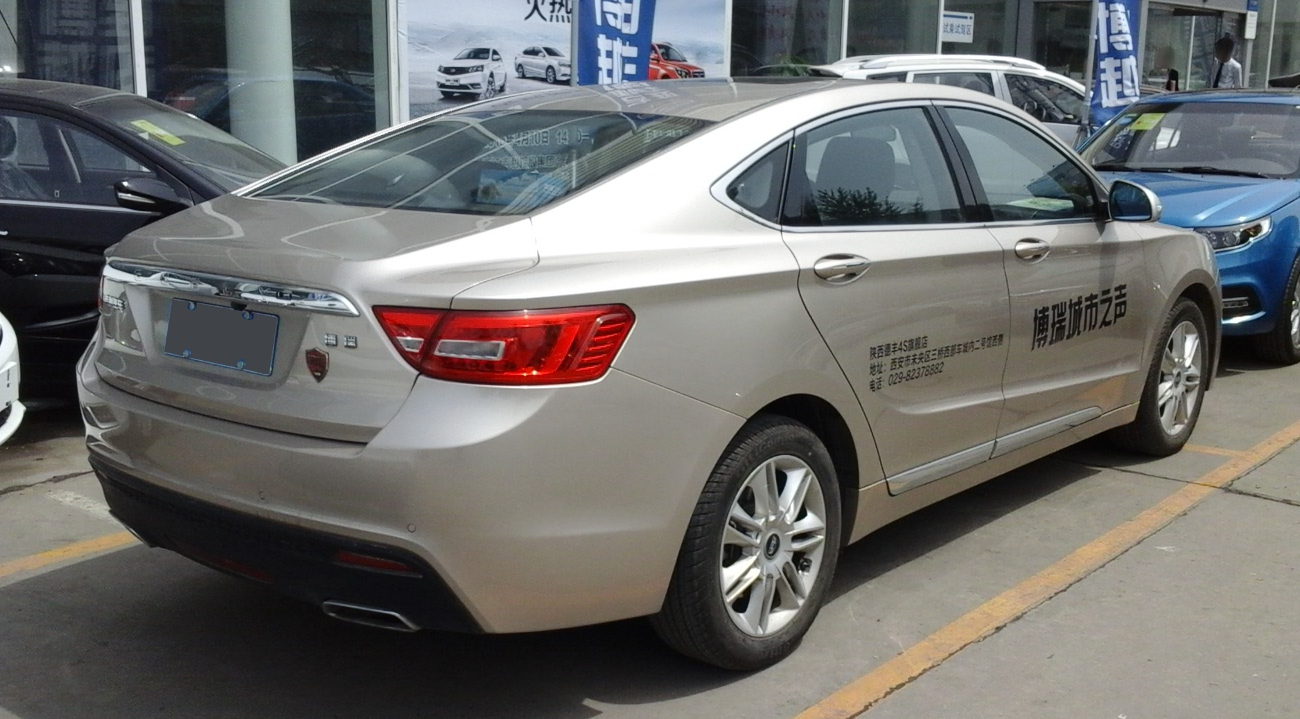
吉利博瑞的后方。
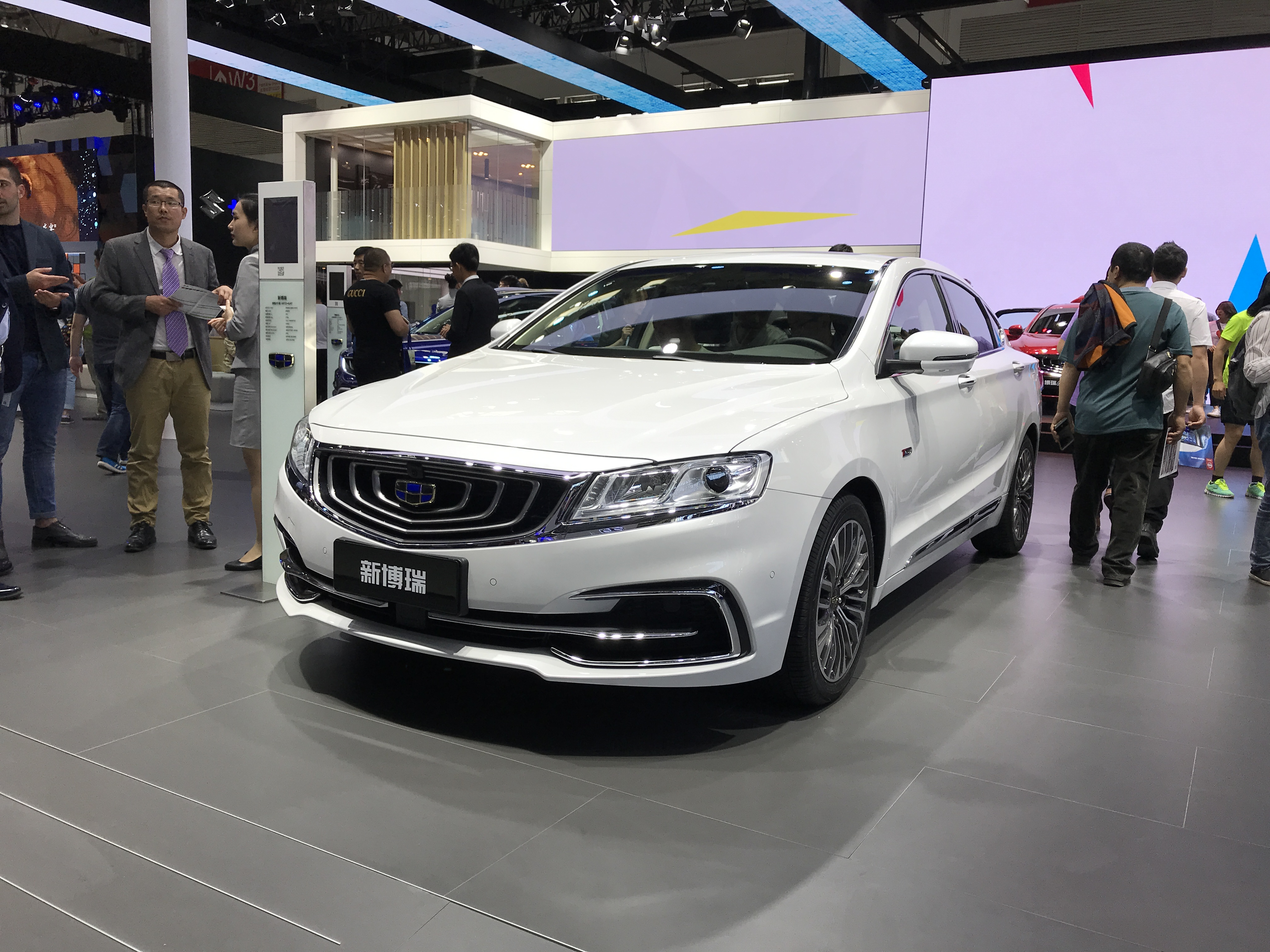
吉利博瑞整容前面。
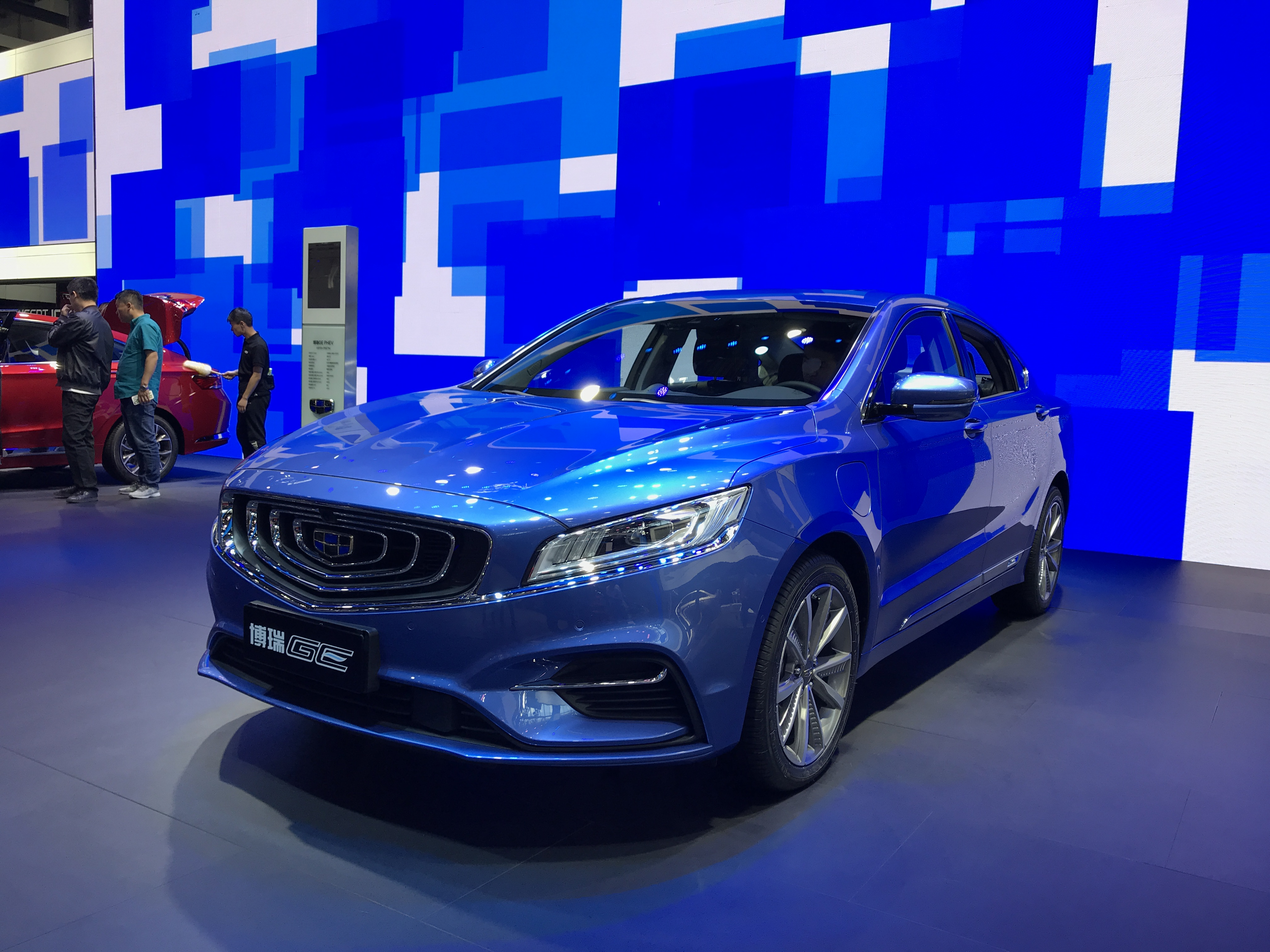
吉利博瑞戈的前面。
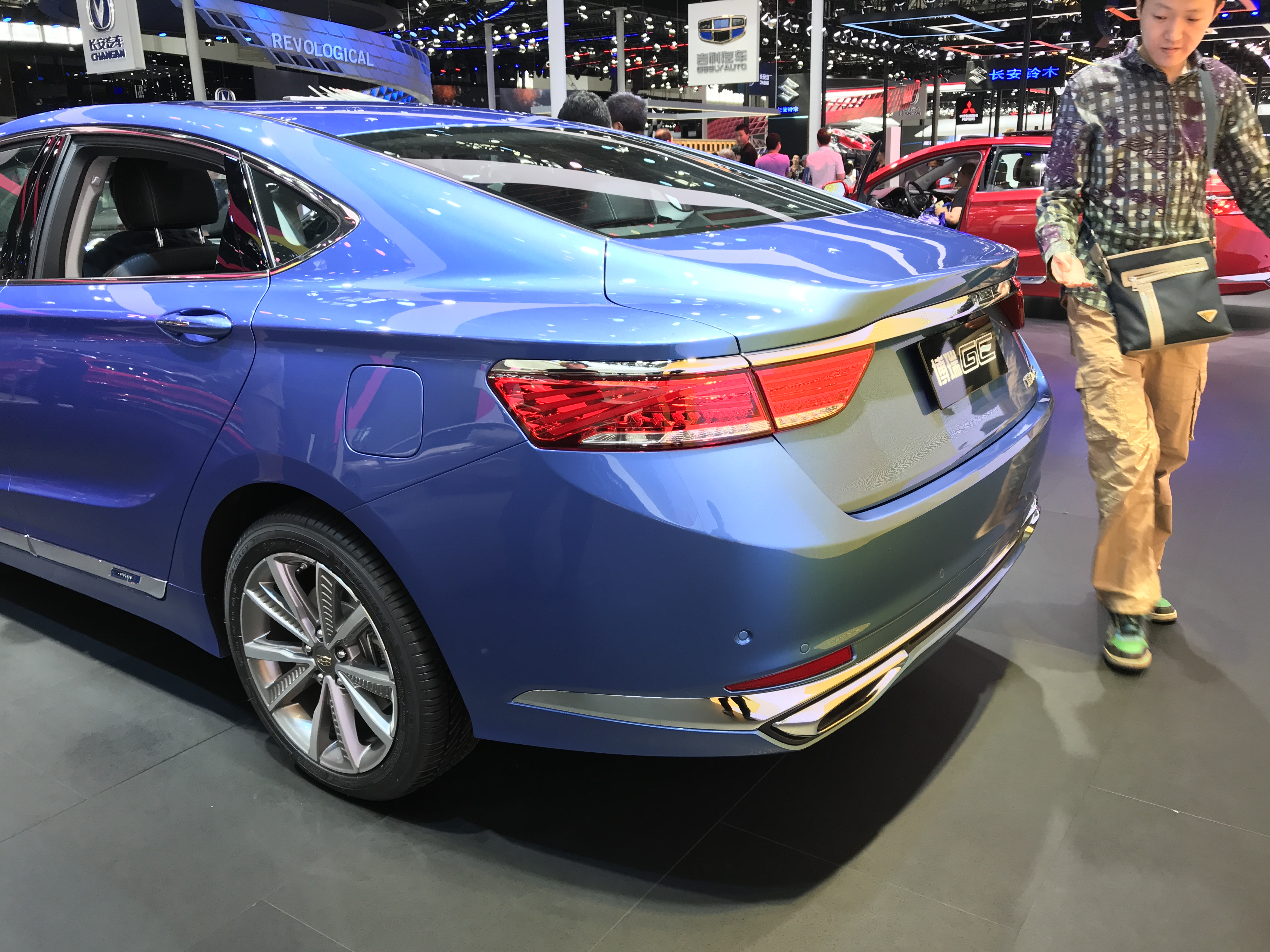
吉利博瑞GE后方。